# Jeni-Kale

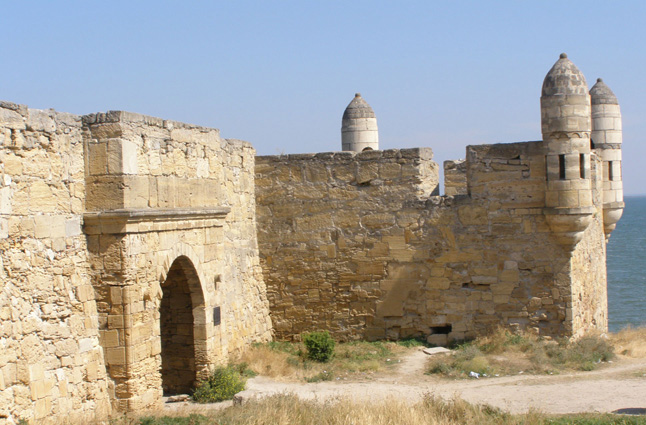
Jeni-kale. Torre del sud-oest.

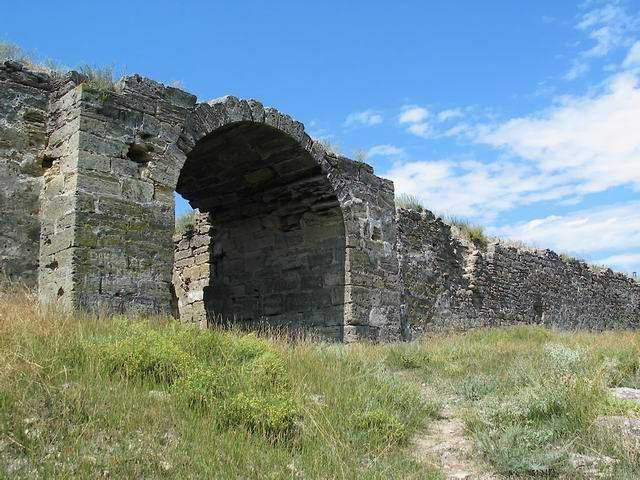
Jeni-kale. El Mur del nord.

Jeni-Kale (turc Yenikale; ucraïnes Єні-Кале; rus Ени-Кале; tàtar Yeñi Qale, també pronunciat com Jenikale i Eni-Kale) és una fortalesa construïda pels turcs otomans el 1699–1706 i situada a la part nord-est de Kertx, Rússia, llavors Kanat de Crimea.
El nom Jenikale significa Nova Fortalesa en turc (yeni o jeni - nou, kale - fortalesa). La fortalesa va ser construïda sota la direcció de Goloppo, un italià convertit a l'islam. Diversos enginyers francesos també van participar en la construcció.
Jeni-Kale estava armada amb potents canons i va prendre un lloc estratègic important a la costa de l'estret de Kertx. La zona de la fortalesa ocupava una àrea de 25.000 m² i va tenir dos polvorins, arsenal, dipòsit d'aigua, cases d'estada, hammans (banys públics) i mesquita. La seva finalitat era protegir el port de Kertx i constituir un contrapès a la fortalesa d'Azov ja en mans dels russos des de 1699 (Rússia la va conservar els següents 17 anys)
Durant la guerra russo-turca del 1768–1774, le tropes russes van envair Crimea a l'estiu del 1771. Encara que havien arribat reforços a Jeni-Kale el governador otomà va decidir evacuar la fortalesa i Jeni-Kale i Kertx van caure en mans dels russos sense resistència. El general Nikolay Borzov va entrar a la fortalesa el 21 de juny del 1771. i el comandant otomà Abaza Muhammad Pasha va fugir cap a Sinope; el sultà el va condemnar a mort. Al final de la guerra el tractat de Küçük Kaynarca (1774) va concedir Kertx i Jeni-Kale a Rússia i la fortalesa fou part després de la municipalitat de Kertx-Jeni-kale al govern de Taurida.